# Purple Rain (cocktail)
Pour les articles homonymes, voir Purple Rain.
Le Purple Rain (pluie pourpre-violette, en anglais)  est un cocktail à base de vodka, curaçao bleu, soda, et grenadine.

## Histoire
Ce cocktail, dont le nom rappel le célèbre tube emblématique Purple Rain, de l'album Purple Rain, du film musical Purple Rain, et de la tournée Purple Rain Tour du chanteur américain Prince dans les années 1980, se réalise avec des dosages variables de ses ingrédients. 

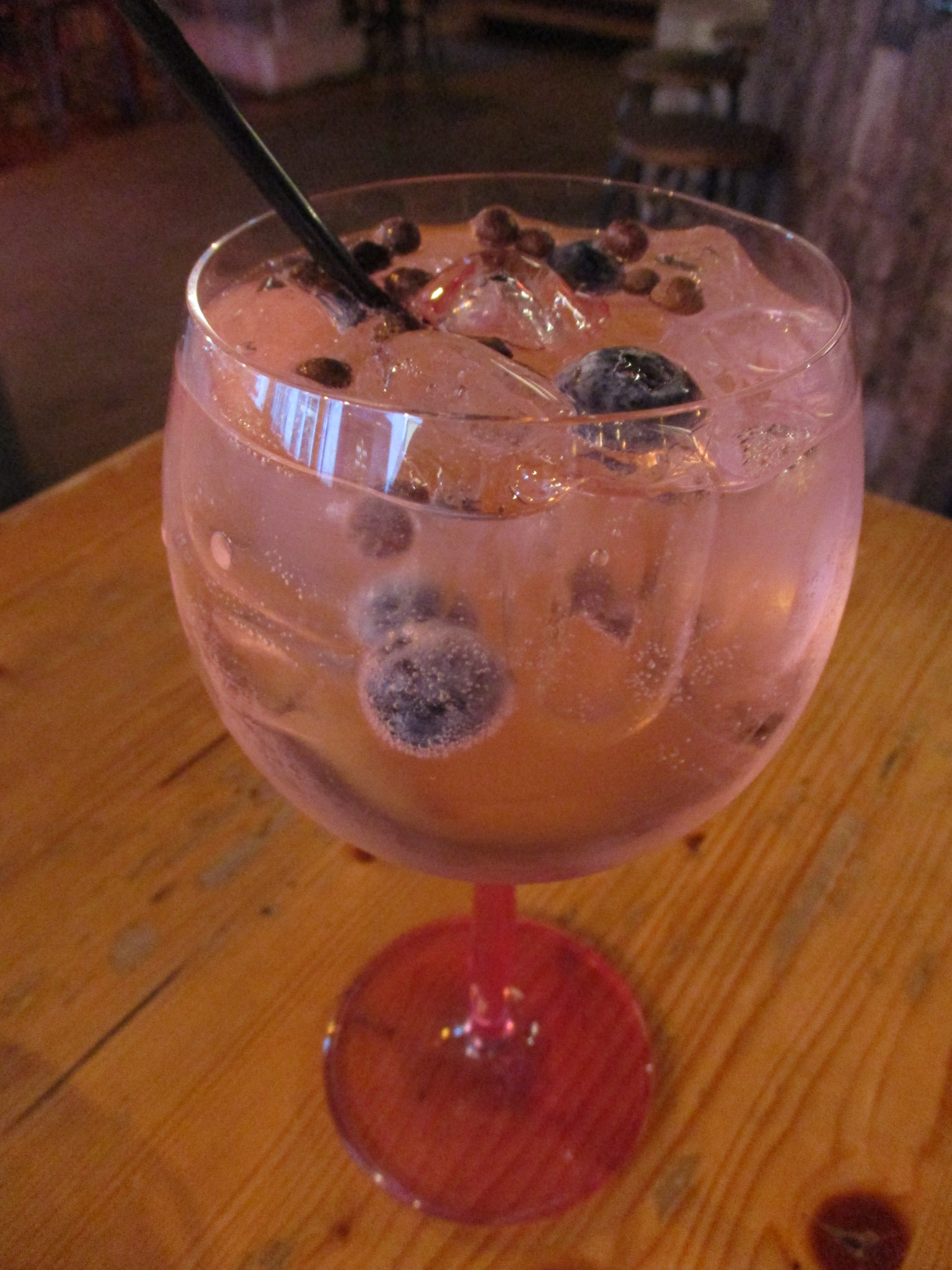
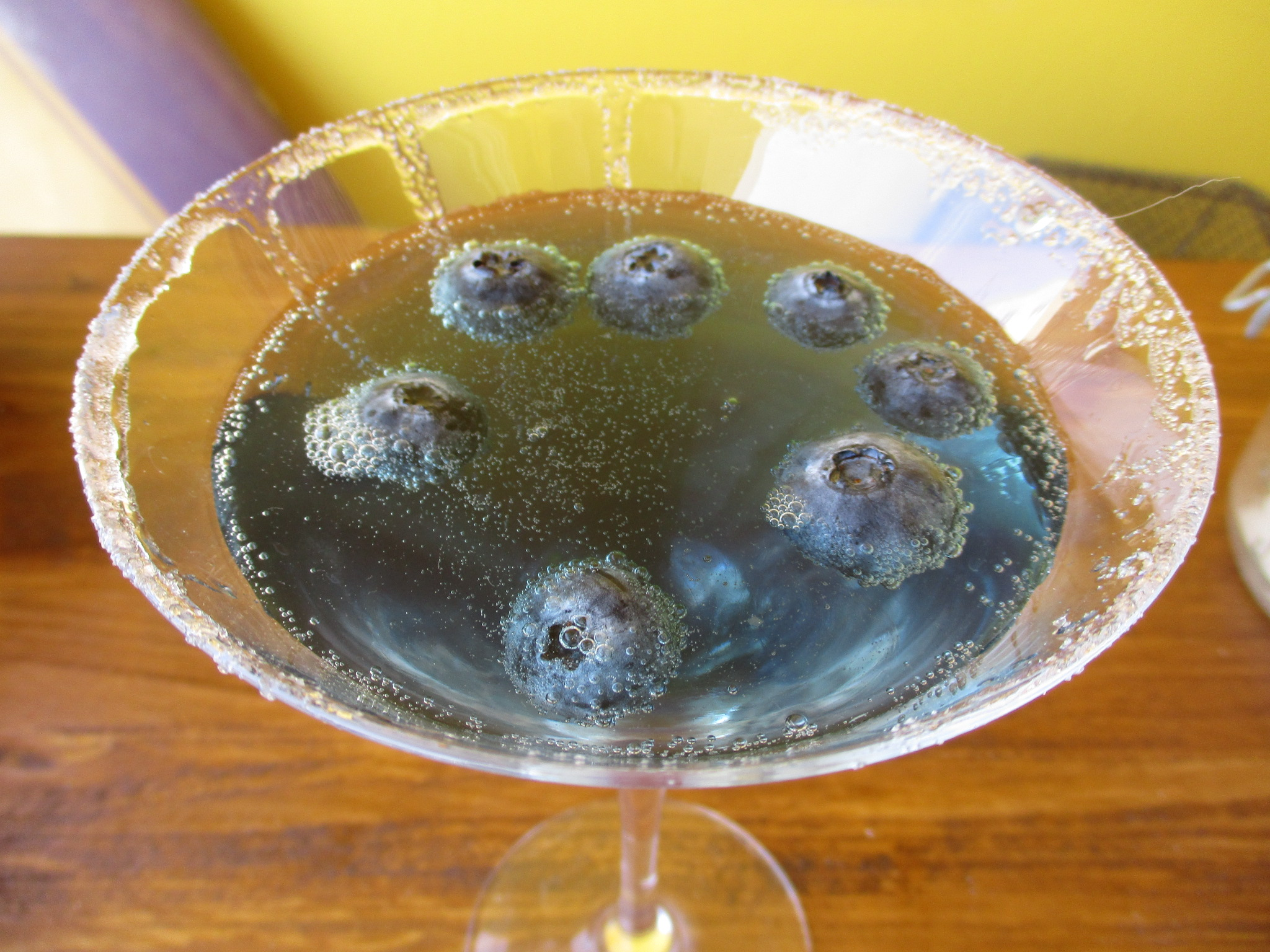
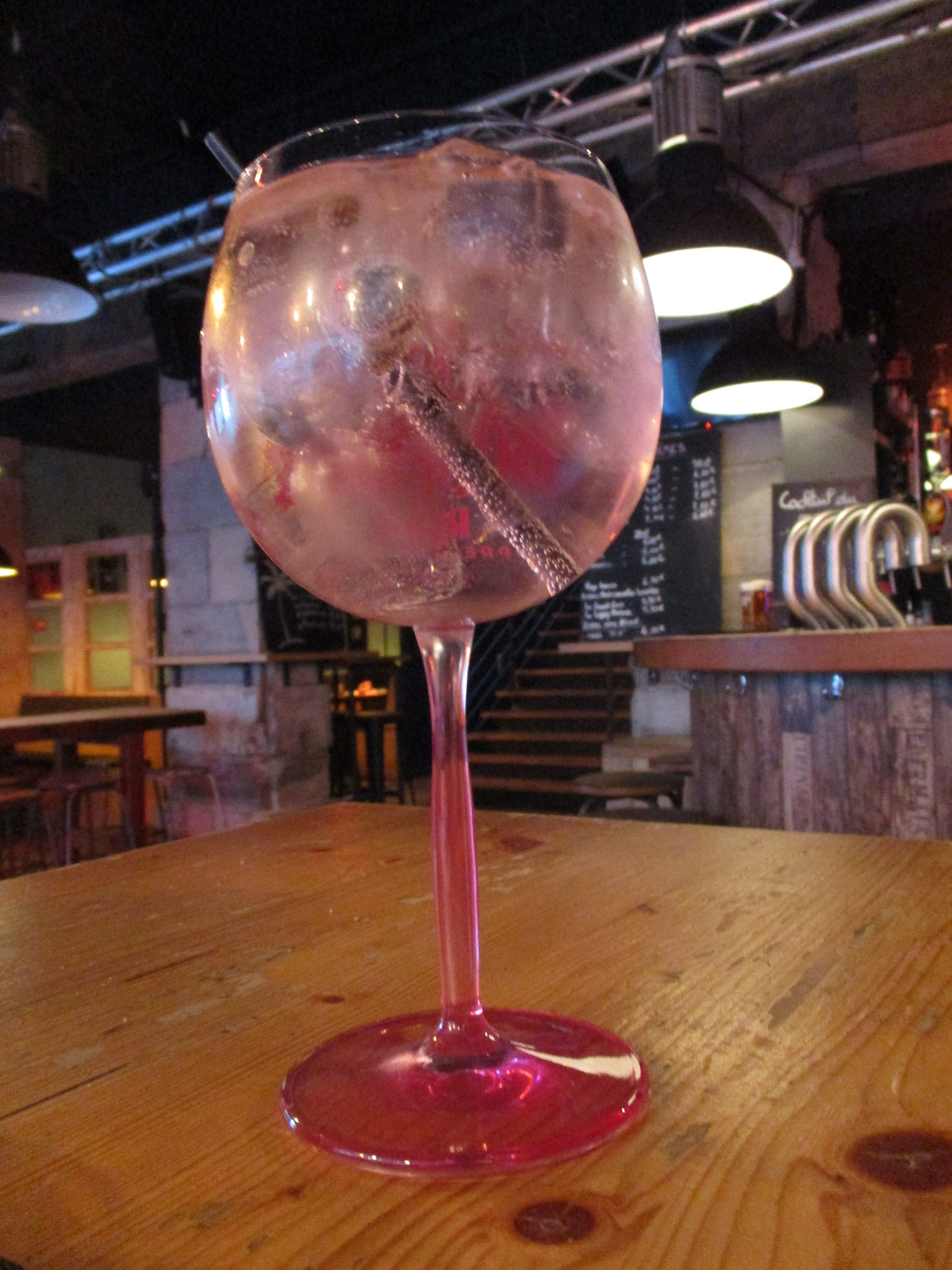

Le trait de grenadine est ajouté comme ingrédient final, dont le rouge crée avec les bulles de soda, un effet de nuage et de pluie pourpre-violette, en se mélangeant au bleu du cocktail,.

## Composition et recette
- 1 dose de vodka
- 1 dose de curaçao bleu
- 4 doses de soda
- 1 trait de sirop de grenadine (ou de jus de canneberge)

Mélanger les ingrédients avec de la glace dans un shaker. Bien agiter. Verser le mélange dans un verre cerclé de sucre, et décorer avec des baies de myrtille. 